# Тега, Стивен
Стивен Куриа Тега (англ. Stephen Kuria Thega; 9 февраля 1946, Муранга, Британская Кения — 28 сентября 2021) — кенийский боксёр, представитель первой средней и полутяжёлой весовых категорий. Выступал за национальную сборную Кении по боксу в конце 1960-х — начале 1970-х годов, чемпион Африки, победитель и призёр турниров международного значения, участник двух летних Олимпийских игр.

## Биография
Стивен Тега родился 9 февраля 1946 года в городе Муранга Центральной провинции Кении.
Впервые заявил о себе в боксе на взрослом международном уровне в сезоне 1968 года, когда вошёл в основной состав кенийской национальной сборной и благодаря череде удачных выступлений удостоился права защищать честь страны на летних Олимпийских играх в Мехико. В категории до 71 кг благополучно прошёл своего первого соперника по турнирной сетке, костариканца Вальтера Кампоса, тогда как во втором бою в 1/8 финала единогласным решением судей потерпел поражение от немца Гюнтера Майера, который в итоге стал бронзовым призёром этого олимпийского турнира.
После Олимпиады в Мехико Тега остался в составе боксёрской команды Кении на ещё один олимпийский цикл и продолжил принимать участие в крупнейших международных турнирах. Так, в 1969 году в полутяжёлом весе он отметился победой на международном турнире в Западном Берлине, выиграв в финале у американца Дэвида Мэттьюса.
В 1970 году выступил на Играх Содружества в Эдинбурге, но здесь уже в 1/8 финала был остановлен представителем Ирландии Робертом Эспи.
В 1972 году одержал победу на домашнем чемпионате Африки в Найроби, выиграв в финале у боксёра из Уганды Матиаса Оумы. Находясь в числе лидеров кенийской национальной сборной, прошёл отбор на Олимпийские игры 1972 года в Мюнхене — на сей раз уже в стартовом поединке категории до 81 кг потерпел поражение техническим нокаутом от американца Реймонда Расселла и сразу же выбыл из борьбы за медали.